# 庆城县各级文物保护单位列表
以下为甘肃省庆阳市庆城县各级文物保护单位。

## 全国重点文物保护单位
| 名称       | 编号   | 分类   | 所在   | 时代 | 图片 |
| ---------- | ------ | ------ | ------ | ---- | ---- |
| 周旧邦木坊 | 7-1455 | 古建筑 | 庆城县 | 明   |      |

## 甘肃省文物保护单位
- 麻家暖泉遗址
- 吴家岭遗址
- 傅介子墓
- 普照寺大殿
- 天庆观老子道德经幢
- 明摹刻黄庭坚云亭宴集诗碑
- 重建宋范韩二公祠堂记碑
- 陇东中学礼堂
- 慈云寺女真文铁钟